# Rada Ustawodawcza Nowej Południowej Walii
Rada Ustawodawcza Nowej Południowej Walii (New South Wales Legislative Council) – izba wyższa parlamentu stanowego Nowej Południowej Walii. Jest zarazem najstarszą spośród wszystkich izb parlamentarnych w Australii.

## Historia
Rada powstała w 1824 jako pięcioosobowe ciało doradcze przy gubernatorze Nowej Południowej Walii, która była wówczas brytyjską kolonią. Następnie jej skład był rozszerzany do siedmiu (1825) i piętnastu (1829) członków pochodzących z nominacji gubernatora. W 1842 poszerzono ją do 36 osób, z czego tylko 12 pochodziło z nominacji, a pozostałe wybierali spośród siebie biali mężczyźni spełniający cenzus ziemi. W 1850 powiększyła się do 54 członków, z czego 2/3 pochodziły z wyborów.
Rada została gruntownie zreformowana wraz z uzyskaniem przez kolonię autonomii w 1856. Stała się wtedy izbą wyższą parlamentu kolonialnego. Liczba jej członków pozostała bez zmian, ale wszyscy pochodzili odtąd z nominacji gubernatora (całkowicie wybieralna była za to izba niższa, Zgromadzenie Ustawodawcze). W 1901 Nowa Południowa Walia stała się jednym ze stanów Związku Australijskiego. W 1933 wprowadzono kadencyjność członków (kadencja liczyła 12 lat) oraz zmieniono sposób ich wyboru – co trzy lata jedna czwarta miejsc obsadzana była w głosowaniu członków Zgromadzenia oraz pozostałych członków Rady.
Kolejne reformy przeprowadzano stopniowo w latach 1978-1991. W ich wyniku Rada przybrała swój obecny kształt.

## Członkowie i wybory
Składa się teraz z 42 członków. Kadencja trwa 8 lat, z czego powoła składu odnawiana jest co cztery lata, przy okazji każdych wyborów do Zgromadzenia. Członkowie wybierani są w wyborach bezpośrednich z zastosowaniem ordynacji proporcjonalnej.

## Siedziba
Rada obraduje w specjalnej sali w gmachu Parlamentu Nowej Południowej Walii w Sydney. Na sali znajduje się tron przeznaczony dla królowej Australii w sytuacji, gdyby brała udział w uroczystym otwarciu parlamentu. Dotychczas zdarzyło się to dwukrotnie.